# Национален парк Талампая
Национален парк Талампая (на испански: Parque nacional Talampaya) е национален парк, разположен в провинция Ла Риоха, Аржентина. Определен е за провинциален резерват през 1975 г., за национален парк през 1997 г.
Заедно с Природен парк Исчигуаласто са включени в списъка на световното културно и природно наследство на ЮНЕСКО през 2000 г. под номер 966 .
Паркът е с площ от 2051 km², на надморска височина от около 1500 m. Неговата цел е да се защитят важни археологически и палеонтологични обекти, намиращи се в района. Красивият пейзаж на парка е в резултат на ерозия от вода и вятър в пустинен климат, с големи диапазони в температурата – високи температури през деня и ниски температури през нощта, с проливни дъждове през лятото и силен вятър през пролетта.